# Paltinu, Suceava
Paltinu (anterior Ruși pe Boul sau Valea Boului, în germană Russpeboul, Ochsenthal) este un sat în comuna Vatra Moldoviței din județul Suceava, Bucovina, România.
Este străbătută de DN17A ce o leagă municipiul Câmpulung Moldovenesc de municipiul Rădăuți. Populația este predominant de etnie huțulǎ.

## Recensământul din 1930
Componența etnică a satului Paltinu
     Ruteni (67,91%)
     Români (28,29%)
     Evrei (1,18%)
     Germani (1,99%)
     Ruși (0,18%)
     Altă etnie (0,45%)
Componența confesională a satului Paltinu
     Ortodocși (97,19%)
     Romano-catolici (1,09%)
     Mozaici (1,18%)
     Altă religie (0,54%)
Conform recensământului efectuat în 1930, populația satului Paltinu se ridica la 1.103 locuitori. Majoritatea locuitorilor erau ruteni (67,91%), cu o minoritate de români (28,29%), una de evrei (1,18%), una de germani (1,99%) și una de ruși (0,18%). Din punct de vedere confesional, majoritatea locuitorilor erau ortodocși (97,19%), dar existau și romano-catolici (1,09%) și mozaici (1,18%). Alte persoane au declarat: evanghelici\luterani (4 persoane) și greco-catolici (2 persoane).